# Olivia Sundberg
Olivia Sundberg, född 1999, är en svensk poet från Stockholm. Hon debuterade med diktsamlingen Tiden förändrar 2019. Hon har framför allt blivit spridd genom att läsa in sina dikter på Tiktok.